# Gudur
Gudur è una suddivisione dell'India, classificata come municipality, di 69.303 abitanti, situata nel distretto di Nellore, nello stato federato dell'Andhra Pradesh. In base al numero di abitanti la città rientra nella classe II (da 50.000 a 99.999 persone).

## Geografia fisica
La città è situata a 14° 08' 46 N e 79° 50' 44 E.

## Società

### Evoluzione demografica
Al censimento del 2001 la popolazione di Gudur assommava a 69.303 persone, delle quali 34.499 maschi e 34.804 femmine. I bambini di età inferiore o uguale ai sei anni assommavano a 7.340, dei quali 3.752 maschi e 3.588 femmine. Infine, coloro che erano in grado di saper almeno leggere e scrivere erano 48.135, dei quali 26.208 maschi e 21.927 femmine.